# يوتو أونو
يوتو أونو (باليابانية: 小野 悠斗) (28 سبتمبر 1991 في يوكوسوكا في اليابان – )؛ هو لاعب كرة قدم ياباني سابق كان يلعب كلاعب وسط.

## وصلات خارجية
- يوتو أونو على موقع رابطة كرة القدم اليابانية للمحترفين (اليابانية)
- يوتو أونو على موقع قاعدة بيانات كرة القدم.إي يو (الإنجليزية)
- يوتو أونو على موقع Soccerway.com (الإنجليزية)
- يوتو أونو على موقع عالم كرة القدم.نت (الإنجليزية)